# 珀圖萊萊鄉
44°21′N 22°46′E / 44.350°N 22.767°E
珀圖萊萊鄉（羅馬尼亞語：Comuna Pătulele, Mehedinți），是羅馬尼亞的鄉份，位於該國西南部，由梅赫丁茨縣負責管轄，面積109平方公里，海拔高度83米，2007年人口4,197，人口密度每平方公里39人。